# مایروویتز ۲۲۵۳۷
سیارک ۲۲۵۳۷ (به انگلیسی: 22537 Meyerowitz، نامگذاری:1998FB62) بیست و دو هزار و پانصد و سی و هفتمین سیارک کشف شده‌است که در ۲۰ مارس ۱۹۹۸ کشف شد.
قدر مطلق سیارک برابر ۲۰.۴ است.